# Commiato degli ambasciatori
Il Commiato degli ambasciatori è un telero (olio su tela, 280×253 cm) di Vittore Carpaccio, databile al 1495 circa e conservato nelle Gallerie dell'Accademia di Venezia. Si tratta del penultimo episodio dipinto per le Storie di sant'Orsola, già nella Scuola di Sant'Orsola a Venezia, ma dal punto di vista dello sviluppo del racconto è il secondo. Il cartellino con la firma e la data, posto su un gradino, è illeggibile. 

## Descrizione
Secondo i testi agiografici seguiti da Carpaccio, la cristiana Orsola, figlia del re di Bretagna, accettò di sposare Ereo, principe pagano d'Inghilterra, a patto che questi si convertisse e andasse con lei in pellegrinaggio a Roma. Il telero mostra gli ambasciatori inglesi che ripartono accommiatandosi dal re di Bretagna. Si tratta della seconda delle tre Ambascerie, in genere identificate come le ultime opere della serie, con l'Arrivo e il Ritorno. 

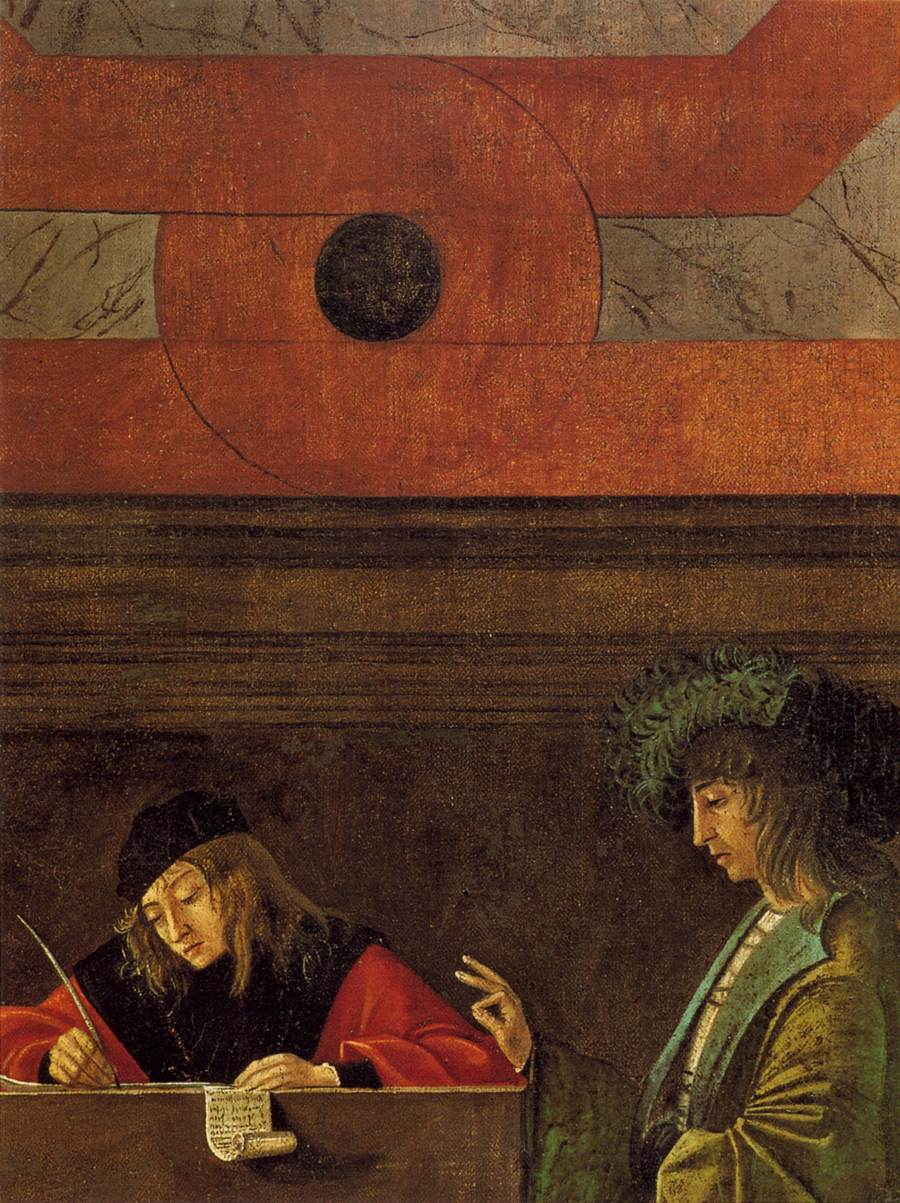
Dettaglio con lo scriba e il segretario

La scena è ambientata in una sontuosa aula ufficiale, con un ampio portale aperto sulla destra che permette di vedere un lontano scorcio cittadino su più piani spaziali. Gli scorci prospettici sono serratamente incastonati, con un percorso a scale, visibile all'esterno, che scavalca un grandioso arco che si staglia contro il cielo. Notevole è la cura nei dettagli e nei diversi riflessi luminosi che essi generano: dai marmi delle specchiature al lampadario, dalla scultura sulla nicchia dorata del portale ai festoni scorciati che reggono, sopra il trono, un piccolo baldacchino. Vari sono i richiami all'antico, come i medaglioni incastonati sul lato della parete con profili di imperatori romani. Una seconda porta, mostrata di scorcio sul lato sinistro, immette ulteriore luce nella stanza, secondo una pluralità di fonti luminose di matrice fiamminga, portata a Venezia da Antonello da Messina. 
Gli ambasciatori si inginocchiano via via che entrano nella Cancelleria diplomatica al cospetto del sovrano bretone Mauro, che tiene in mano la risposta all'ambasceria, pronto per consegnarla. Le pose e i gesti di deferenza rimandando al rigido cerimoniale delle pubbliche udienze del Doge di Venezia, assiso di solito, proprio come re Mauro, tra i suoi consiglieri, alcuni dei quali sono ritratti in profil perdu. La tribuna reale è contro una parete obliqua coperta di cuoi lavorati. 
Interessante è il dettaglio di genere dello scrivano indaffarato, che contrasta con l'altezzoso sussiego del segretario che gli sta dettando. A destra un paggio in tonaca bruna sta leggendo qualcosa sotto lo sguardo annoiato del compagno in veste rossa, mentre accanto a loro un alto dignitario con veste bordata di pelliccia introduce con un gesto della mano sinistra la cerimonia ufficiale. Rigorosa è anche la descrizione della folla assiepata lungo le balaustre all'esterno.
Una seconda interpretazione spiegherebbe il dipinto come la partenza degli ambasciatori per la loro missione, a giudicare i costumi dei personaggi che indicherebbero la corte pagana inglese, anche se ciò appare alquanto improbabile per la fisionomia del re, che è uguale a quella di Mauro, il sovrano bretone padre di Orsola, in altre scene.

## Stile
L'interazione tra prospettiva, luce e colore è magnificamente orchestrata, e sembra anticipare il Sant'Agostino nello studio eseguito da Carpaccio all'inizio del XVI secolo per la Scuola di San Giorgio degli Schiavoni. La luce dorata permea il dipinto vibrando liberamente su tutti i dettagli e generando quella particolare atmosfera in cui sembra che l'aria circoli liberamente.